# Pristomyrmex minusculus
Pristomyrmex minusculus é uma espécie de formiga do gênero Pristomyrmex, pertencente à subfamília Myrmicinae.